# Krossneset
Krossneset is een plaats in de Noorse gemeente Meland, provincie Vestland. Krossneset telt 443 inwoners (2007) en heeft een oppervlakte van 0,54 km².